# Заздрость
Заздрость (укр. Заздрість, пол. Zazdrość) — село в Микулинецкой поселковой общине Тернопольском районе Тернопольской области Украины. Расположено на берегу реки Тюха, правом притоке Серета.
До 2020 года входило в Теребовлянский район.
Население по переписи 2001 года составляло 929 человек. Занимает площадь 3,455 км². Почтовый индекс — 48125.

## Достопримечательности
Есть каменная церковь Воздвижения Честного Креста (1876), костел (1911), женский монастырь (1994).
Сохранилась усадьба родителей кардинала И. Слипого, на территории которой открыт (1998) Духовный центр (музейно-мемориальный комплекс) имени кардинала Иосифа Слипого.